# 시흥 능곡동 선사유적
시흥 능곡동 선사유적은 대한민국 경기도 시흥시 능곡동에 있다. 2011년 11월 2일 시흥시의 향토유적 제20호로 지정되었다.

## 개요
집자리 24기가 밀집 분포하는 신석기시대 주거지 유적이다. 이중 4기는 움집 형태로 복구했고 2기는 주거지 내부 그대로 보이도록 설계해 놓았다. 14기는 가장자리 쪽으로 나무를 심어 거주지 자리를 표시해 두었다.